# 关孝和
關孝和（1642年—1708年12月5日），通称新助，字子豹，號自由亭，是日本江戶時代的數學家。關孝和在日本數學史上有重要地位，是數學流派“關流”的開山鼻祖，被日本人稱為“算聖”。他的主要貢獻包括發展了筆算代數“傍書法”，提出方程組求解理論并發展出行列式、判別式等概念，建立有關圓弧和球的幾何問題的理論（後來被稱為“圓理”）等等。主要著作有《发微算法》、《括要算法》（死後由弟子出版）、《三部抄》、《七部书》（弟子間秘密流傳）等等。

## 生平

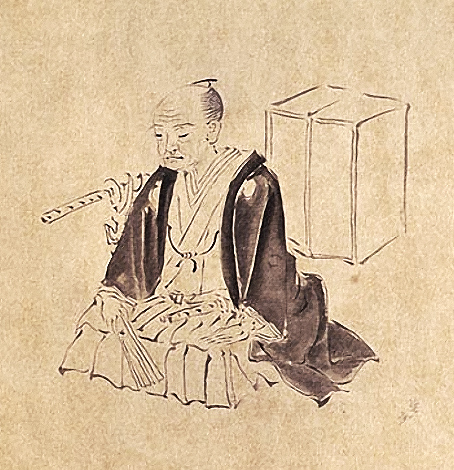
关孝和

關孝和出身武士家庭。他的父亲內山永明本姓安間，与其养父同在骏河大纳言德川忠长屬下任職。1632年，大纳言被幽禁在上野国高崎，內山永明也到上野国隐居。1639年，又被召到江户成为德川家康的家臣，全家移居江户。關孝和原來姓內山，後來被過繼到一个叫做關五郎左衛門的武士家中，因而改姓。關孝和在孩童時候就表現出超人的數學天賦，被稱為神童。長大后，他繼承關氏家業，曾在甲府宰相德川纲重與其子德川纲丰家做過勘定方吟味役（相当于会计检查官），掌管財賦。1704年12月，德川纲丰成为第五代幕府将军德川纲吉的养子而进江户城的西之丸，孝和也因此成为幕府直属的武士，官至御纳户组头，直到1706年11月退休。
1708年10月24日，關孝和病逝，葬于江户的牛込七轩寺町净轮寺．谥号法行院宗达日心居士。

## 數學成就
關孝和的數學著作有近二十本，但大都在1685年之前寫成。他生前發表的著作只有一部《發微算法》。他的學術成就主要有“傍書法”、演段術、行列式、“零約術”、圓理等。

### 傍書法和演段術
關孝和在他的《三部抄》中阐述了“傍書法”和演段術。“傍書法”是用來表示方程的方法。關孝和把未知數用甲乙來表示，把係數和加減乘除運算標在未知數的旁邊。這樣可以簡潔地表示方程或方程組。以“傍書法”為基礎，關孝和介紹了一系列解方程和方程組的算法，並稱之為“天元演段術”，之後又歸納為“歸原整法”。後來的“關流”弟子稱這種方法為“點竄法”。

### 代數方程求解和行列式理论
在《三部抄》的最後一部《解伏题之法》中，關孝和研究了各類代數方程與方程組的解法。他使用將方程組中不同方程乘以不同的係數或算式後相減的方法來消去未知數，得到一元的（高次）方程，然後求數值解。其中主要有略、省、约、缩、叠、括六種方法。“略”是指將一个方程乘以一個算式後从另一方程中减去；“省”是指將一个方程的各项中的公因式约去；“约”是指將一个方程的各项中的公因數约去；“缩”則是指當两个方程中都只有未知數{\displaystyle x}的偶數次幂时，用未知數的平方{\displaystyle x}代替{\displaystyle x^{2}}，得到次數較低的方程式的方法；“叠”是指將两个方程分别乘以一個算式再相减以消去某些项；“括”是把未知數的相同冪次的系数合起来，即合并同类项。做這樣的消元法時，關孝和只將方程的係數縱橫寫成方陣的形式，實際上就是行列式。關孝和還提出了兩種計算行列式的值的方法：逐式交乘法和交式斜乘法。

### 曲线求长和立体求积
關孝和創立的求曲綫長度、曲邊圖形面積或立體體積的方法被後來的和算家稱為圓理。其研究主要記載在《括要算法》的第四卷中。其中包括“求圆周率术”、“求弧矢弦率术”和“求立圆积率术”。關孝和曾經求得圓周率的小數點後11位小數，但他無法確定其準確度。求弧長時關孝和建立了類似牛頓插值公式的方法，可以說是和牛頓差不多時間發現了這一公式。此外，他還通過“増約術”求得球體的體積公式。

## 教育事業
關孝和是一個傑出的教育家，曾經師從于他的有數百人。其中，最突出的有荒木村英及建部贤弘、建部贤明两兄弟。關孝和的弟子構成了一個龐大的數學流派——關流。

### 引用
1. ↑  .   [2010-03-12]. （原始内容存档于2004-08-24）.
2. ↑  .   [2014-10-16]. （原始内容存档于2014-10-20）.
3. 1 2 3 4 5  .   [2010-03-12]. （原始内容存档于2010-01-30）.
4. ↑   (PDF).   [2010-03-12]. （原始内容 (PDF)存档于2014-12-01）.
5. ↑  .   [2010-03-12]. （原始内容存档于2016-03-04）.